# Терское (Тамбовская область)
Терское — село в Мичуринском районе Тамбовской области. Административный центр Терского сельсовета. Село расположено на реке Сурёна в 18 км к юго-востоку от города Мичуринск.

## История
Основано в начале XVIII века выходцами из Борщевой слободы (ныне село Борщевое). Первоначально село называлось деревня Усть-Затонец. Своё название деревня получила от ржавца Усть-Затонец. Первые дома появились как раз в том месте, где ржавец  впадает в устье реки Сурёны. Первая улица, Старое Село, расположилась  вдоль берега Сурёны, следующие три - Новое Село, Кобелёвка, Митровка - заселялись параллельно первой.
В XVIII веке основное население Усть-Затонца составляли однодворцы. В XIX веке однодворцы Усть-Затонца были переведены в категорию государственных крестьян. В 1864 году построена церковь. С постройкой церкви деревня стало селом. К названию прибавилось "Терское тожь". Это название, предположительно, связано с именем помещика Аркадия Ивановича Терского, владения которого в XVIII веке граничили с наделами однодворцев Усть-Затонца. Административно входило в состав Козловского уезда.
В 1952 году образован Терский сельсовет. В 1963 году на базе колхозов сёл Терское, Польное Лапино и Туровка был образован колхоз имени Горького (впоследствии колхоз "Подъём"). В 1992 году Терская восьмилетняя школа преобразована в среднюю.

## Население
| 1989 | 2002 | 2010 |
| ---- | ---- | ---- |
| 419  | ↗663 | ↗709 |